# Pierre de Cros
Pierre de Cros, o anche Cros de Calimafort, detto Il Cardinale di Auxerre (Diocesi di Limoges, ... – Avignone, 23 settembre 1361), è stato un cardinale e vescovo cattolico francese.
Era zio dello pseudocardinale Pierre de Cros O.S.B. e del cardinale Jean de Cros ed era imparentato con i papi Clemente VI e Gregorio XI.

## Biografia
Studiò all'Università di Parigi e divenne professore di teologia e preside presso la medesima. Nel 1342 divenne decano del capitolo della cattedrale di Parigi. Nel 1344 fu eletto vescovo di Senlis, carica che mantenne fino al 1349, quando fu trasferito alla sede episcopale di Auxerre.
Papa Clemente VI, nel concistoro del 17 dicembre 1350, lo nominò cardinale presbitero dei Santi Silvestro e Martino ai Monti.
Partecipò al conclave tenutosi fra il 16 ed il 18 dicembre 1352 nel quale fu eletto papa il cardinale Étienne Aubert che prese il nome di Innocenzo VI.
Alla sua morte, avvenuta a seguito di una pestilenza, la salma fu inumata nella cattedrale di Nôtre-Dame-des-Doms di Avignone.